# 長城 (Beyond)
〈長城〉是一首由香港搖滾樂隊Beyond創作的歌曲，原曲為粵語，由黃家駒作曲及擔當主音、劉卓輝作詞、Beyond和梁邦彥共同編曲、喜多郎創作前奏；日語版《THE WALL》由真名杏樹填詞；國語版歌詞由詹德茂改編。粵語版本收錄於Beyond第8張專輯《繼續革命》，並為該大碟之主打歌；日語版本收錄於《超越》，國語版本收錄於《信念》。

## 意義
黃家駒在一段由香港無綫電視為此曲製作的音樂錄像表示，寫此歌是要「描寫中國人一貫的民族意識」。在歌詞裡，長城反映一個封閉的國度，是強權暴政的產物，是犧牲了無數血肉之軀築成的，然而後人大多只會以它為榮，無視值得反思之處。歌詞是借物描寫這種民族思想和境況，並借古諷今，並非只是寫長城和遠古的中國。
黃家駒弟弟、同時亦為Beyond低音結他手的黃家強則在香港電臺《不死傳奇》中表示，黃家駒創作此曲是想寫1988年《大地》的延續篇，因為《長城》與《大地》在題材與音樂風格均非常相似，充滿中國色彩。

## 排行榜
| 上榜年 | 叱咤903 | RTHK | 新城997 | TVB勁歌金榜 |
| ------ | ------- | ---- | ------- | ----------- |
| 1992年 | 1       | 1    | -       | 1           |